# Indium(III)-hydroxid
Indium(III)-hydroxid ist eine anorganische chemische Verbindung des Indiums aus der Gruppe der Hydroxide.

## Vorkommen
Indium(III)-hydroxid kommt natürlich in Form des Minerals Dzhalindit vor.

## Gewinnung und Darstellung
Indium(III)-hydroxid kann durch Reaktion einer Indium(III)-chlorid-Lösung mit einer Ammoniak-Lösung bei 100 °C und anschließender Trocknung gewonnen werden:
{\displaystyle {\ce {InCl3 + 3 NH4OH -> In(OH)3 v + 3 NH4Cl}}}

## Eigenschaften
Indium(III)-hydroxid ist ein weißer bis gelber Feststoff, der eine Kristallstruktur ähnlich dem Rhenium(VI)-oxid-Typ besitzt (Raumgruppe Im3 (Raumgruppen-Nr. 204), Gitterparameter a = 7,974 Å) und sich bei 150 °C durch Wasserabgabe zersetzt. Die Verbindung ist wie Aluminiumhydroxid und Gallium(III)-hydroxid amphoter und löst sich in Säuren leichter als in Basen unter Bildung von Indiumsalzen und Indaten. Bei 10 MPa Druck und einer Temperatur von 250 °C bis 400 °C wandelt sie sich in Indiumoxidhydroxid (InO(OH)) um.

## Verwendung
Indium(III)-hydroxid kann in der organischen Chemie als Katalysator verwendet werden.